# Evlalija
Evlalija je žensko osebno ime.

## Izvor imena
Ime Evlalija izhaja prek latinskega Eulalia iz grškega imena Eυλαλια (Eulalia), ki je zloženo iz grških besed ευ (éu) v pomenu »dobro, prav, srečno, lepo« in λαλια (lalia) »blebetanje, prazno govorenje; govorica, jezik, narečje«. Nekdanji pomen imena Evlalija bi torej lahko bil »dobro, lepo govoreča« 

## Pogostost imena
Po podatkih Statističnega urada Republike Slovenije je bilo na dan 31. decembra 2007 v Sloveniji število ženskih oseb z imenom Evlalija: 20.

## Osebni praznik
V koledarju je ime Evlalija zapisano 12. februarja (Evlalija, španska mučenica, † 12. feb. okoli leta 296) in 10. decembra (Evlalija, španska mučenica, † 10. dec. okoli leta 304).

## Zanimivosti
- Stanislav Škrabec je svoj mednarodni umetni jezik poimenoval evlalíja.
- Eulalia je tudi ime asteroida.